# Giải thưởng thường niên TVB cho Nam diễn viên chính xuất sắc nhất
Giải thường niên TVB cho Nam diễn viên chính xuất sắc nhất (tiếng Anh: TVB Anniversary Award for Best Actor) là một trong những hạng mục của Giải thưởng thường niên TVB được tổ chức hàng năm bởi TVB. Giải thưởng nhằm tôn vinh nam diễn viên diễn xuất xuất sắc trong các bộ phim truyền hình TVB trong năm. Nam diễn viên giành được giải này được xem là Thị Đế (TV King, 視帝).
Giải thưởng được trao lần đầu vào năm 1997 với tên "Best Performance by an Actor in a Drama" (最佳劇中男角演繹大獎). Tên của giải thưởng được thay đổi nhiều lần cho đến năm 2005 thì tên chính thức là "Best Actor in a Leading Role".

## Diễn viên giành giải và được đề cử
Đây là danh sách top 3-8 diễn viên được đề cử tính từ năm 1997. Diễn viên giành giải được xếp đầu tiên và tô đậm.

### 1990s
| Năm               | Diễn viên                | Tên phim                         | Tên tiếng Anh                 | Vai diễn |
| ----------------- | ------------------------ | -------------------------------- | ----------------------------- | -------- |
| 1997              |                          |                                  |                               |          |
| La Gia Lương      | Huynh đệ song hành       | Old Time Buddy                   | Lý Kì                         |          |
| Vương Hỷ          | Đội bảo vệ nhân chứng    | Deadly Protection                | Chan Fu-gwai                  |          |
| Ngô Trấn Vũ       | Huynh đệ song hành       | Old Time Buddy                   | Tạ Nguyên                     |          |
| Lâm Gia Đống      | Đại náo Quảng Xương Long | Time Before Time                 | Lục Vận Quảng                 |          |
| Huỳnh Nhật Hoa    | Thiên long bát bộ        | Demi-Gods and Semi-Devils        | Kiều Phong                    |          |
| Trần Hạo Dân      | Thiên long bát bộ        | Demi-Gods and Semi-Devils        | Đoàn Dự                       |          |
| 1998              |                          |                                  |                               |          |
| La Gia Lương      | Thiên địa hào tình       | Secret of the Heart              | Trác Thượng Văn               |          |
| Âu Dương Chấn Hoa | Lực lượng phản ứng       | Armed Reaction                   | Trần Tiểu Sanh                |          |
| Ngô Khải Hoa      | Bàn tay nhân ái          | Healing Hands                    | Trình Trí Mỹ                  |          |
| Lâm Bảo Di        | Bàn tay nhân ái          | Healing Hands                    | Lê Quốc Trụ                   |          |
| Cổ Thiên Lạc      | I cant accept corruptio  | I Cant Accept Corruption         | Fong Cheuk-man                |          |
| 1999              |                          |                                  |                               |          |
| Cổ Thiên Lạc      | Hồ sơ trinh sát 4        | Detective Investigation Files IV | SGT Tsui Fei                  |          |
| Vương Hỷ          | Liệt hỏa hùng tâm        | Burning Flame                    | Lạc Thiên Hựu                 |          |
| Âu Dương Chấn Hoa | Kim Ngọc Mãn Đường       | Happy Ever After                 | Đái Đông Quan                 |          |
| La Gia Lương      | Phong cách đàn ông       | Feminine Masculinity             | Đặng Bỉnh Quyền / Diana Szema |          |
| Trương Gia Huy    | Trò chơi may rủi         | Game of Deceit                   | Yu Chung-ching                |          |

### 2000s
| Năm               | Diễn viên                 | Tên phim                           | Tên tiếng Anh                       | Vai diễn |
| ----------------- | ------------------------- | ---------------------------------- | ----------------------------------- | -------- |
| 2000              |                           |                                    |                                     |          |
| Âu Dương Chấn Hoa | Bức màn bí mật            | Witness to a Prosecution           | Tống Từ                             |          |
| Hoàng Tử Hoa      | Thất vọng                 | War of the Genders                 | Dư Lạc Thiên                        |          |
| La Gia Lương      | Thử thách nghiệt ngã      | At the Threshold of an Era         | Diệp Vinh Thiêm                     |          |
| Trương Trí Lâm    | Đường về hạnh phúc        | Return of the Cuckoo               | Văn Sơ                              |          |
| 2001              |                           |                                    |                                     |          |
| Cổ Thiên Lạc      | Cỗ máy thời gian          | A Step into the Past               | Hạng Thiếu Long                     |          |
| Ngô Khải Hoa      | Bàn tay nhân ái 2         | Healing Hands II                   | Trình Trí Mỹ                        |          |
| Lâm Bảo Di        | Bàn tay nhân ái 2         | Healing Hands II                   | Lê Quốc Trụ                         |          |
| Âu Dương Chấn Hoa | Lực lượng phản ứng 3      | Armed Reaction III                 | SIP Trần Tiểu Sinh                  |          |
| La Gia Lương      | Bảy chị em                | Seven Sisters                      | Tse Chi-tong                        |          |
| 2002              |                           |                                    |                                     |          |
| La Gia Lương      | Bước ngoặt cuộc đời       | Golden Faith                       | Đinh Thiện Bản (Ivan Ting)          |          |
| Mã Tuấn Vỹ        | Lạc Thần                  | Where the Legend Begins            | Tào Thực                            |          |
| Lâm Phong         | Mạnh lệ quân              | Eternal Happiness                  | Hoàng Phủ Thiếu Hoa                 |          |
| Tần Bái           | Người cha tuyệt vời       | Family Man                         | Ko Hoi                              |          |
| Trần Hào          | Người cha tuyệt vời       | Family Man                         | Kelvin Siu                          |          |
| 2003              |                           |                                    |                                     |          |
| Quách Tấn An      | Đôi đũa lệch              | Square Pegs                        | Đinh Thường Vượng                   |          |
| Âu Dương Chấn Hoa | Chuyên gia đàm phán       | Take My Word For It                | CIP Pang Kwok-tung                  |          |
| Trương Trí Lâm    | Chuyên gia đàm phán       | Take My Word For It                | Officer Yeung Kwong                 |          |
| Giang Hoa         | Quá khứ và hiện tại       | The King of Yesterday and Tomorrow | Lý Đại Hà                           |          |
| Ngô Trấn Vũ       | Bao la vùng trời          | Triumph in the Skies               | Samuel "Sam" Tong                   |          |
| 2004              |                           |                                    |                                     |          |
| Lâm Bảo Di        | Thâm cung nội chiến       | War and Beauty                     | Thái y Tôn Bạch Dương               |          |
| Mã Đức Chung      | Lương duyên tiền định     | Lady Fan                           | Sit Ting-shan                       |          |
| Hoàng Tử Hoa      | Thám tử lừng danh         | To Catch the Uncatchable           | Detective Mok Chok-tung             |          |
| Quách Tấn An      | Vụ án kỳ bí               | To Get Unstuck In Time             | SIP Ho Tin-kwong (Morning Sir)      |          |
| Âu Dương Chấn Hoa | Thầy hay trò giỏi         | Shine on You                       | Ka Jai-choi                         |          |
| 2005              |                           |                                    |                                     |          |
| Quách Tấn An      | Chuyện về chàng Vượng     | Life Made Simple                   | Đinh Thường Vượng                   |          |
| Chung Cảnh Huy    | Gia đình tôi              | My Family                          | Man Taai-loi                        |          |
| Miêu Kiều Vỹ      | Học cảnh hùng tâm         | The Academy                        | SGT Lee Man-sing                    |          |
| Trần Hào          | Mưu dũng kỳ phùng         | The Gentle Crackdown               | Magistrate Sui Tung-lau             |          |
| Mã Đức Chung      | Khách sạn phong vân       | Revolving Doors of Vengeance       | Martin Ko                           |          |
| 2006              |                           |                                    |                                     |          |
| Trịnh Gia Dĩnh    | Khúc nhạc tình yêu        | Under the Canopy of Love           | Thẩm Lãng (Alan Shum)               |          |
| Lâm Phong         | Đáng mặt nữ nhi           | La Femme Desperado                 | Chai Foon (Ah Dee)                  |          |
| Lâm Bảo Di        | Bão cát                   | The Dance of Passion               | Diêm Vạn Hi                         |          |
| Trần Hào          | Bão cát                   | The Dance of Passion               | Tống Đông Thăng                     |          |
| Mã Đức Chung      | Phụng hoàng lầu           | Maidens' Vow                       | Yu Chi, Lee Kat-cheung, Tai Lap-yan |          |
| 2007              |                           |                                    |                                     |          |
| Trần Hào          | Sóng gió gia tộc          | Heart of Greed                     | Đường Chí An                        |          |
| Âu Dương Chấn Hoa | Sòng bạc phong vân        | Dicey Business                     | Tề Hoan Sướng                       |          |
| Hạ Vũ             | Sóng gió gia tộc          | Heart of Greed                     | Đường Nhân Giai                     |          |
| Lưu Tùng Nhân     | Gia tộc phong vân         | The Drive of Life                  | Wah Man-hon                         |          |
| Lâm Phong         | Gia tộc phong vân         | The Drive of Life                  | Wah Tsan-bong                       |          |
| 2008              |                           |                                    |                                     |          |
| Hạ Vũ             | Sức mạnh tình thân        | Moonlight Resonance                | Cam Thái Tổ                         |          |
| Quách Tấn An      | Đội điều tra đặc biệt     | D.I.E.                             | Officer Yu Chi-long                 |          |
| Trần Hào          | Sức mạnh tình thân        | Moonlight Resonance                | Kam Wing-ka                         |          |
| Lâm Phong         | Sức mạnh tình thân        | Moonlight Resonance                | Kam Wing-ho                         |          |
| Trịnh Gia Dĩnh    | Tìm lại một nửa           | Last One Standing                  | Cheung Sing-hei                     |          |
| 2009              |                           |                                    |                                     |          |
| Lê Diệu Tường     | Xứng danh tài nữ          | Rosy Business                      | Sài Cửu                             |          |
| Mã Tuấn Vỹ        | Muối mặn thâm thù         | Sweetness in the Salt              | Nip Chi-yuen                        |          |
| Hoàng Tông Trạch  | Anh hùng trong biển lửa 3 | Burning Flame III                  | Fong Lee-hon                        |          |
| Hoàng Tử Hoa      | Youre hire                | Youre Hired                        | Mak Tai-song                        |          |
| Trần Hào          | Cung tâm kế               | Beyond the Realm of Conscience     | Lý Di, Đường Tuyên Tông             |          |

### 2010s
| Năm              | Diễn viên                  | Tên phim                          | Tên tiếng Anh                            | Vai diễn |
| ---------------- | -------------------------- | --------------------------------- | ---------------------------------------- | -------- |
| 2010             |                            |                                   |                                          |          |
| Lê Diệu Tường    | Nghĩa hải hào tình         | No Regrets                        | Lưu Tỉnh                                 |          |
| Lâm Phong        | Vụ án bí ẩn                | The Mysteries of Love             | Professor Kingsley King                  |          |
| Mã Tuấn Vỹ       | Ân tình hồ ly              | Ghost Writer                      | Bồ Tùng Linh                             |          |
| Trần Hào         | Công chúa giá đáo          | Cant Buy Me Love                  | Kam Tuo-luk                              |          |
| Huỳnh Nhật Hoa   | Hình cảnh                  | Gun Metal Grey                    | SGT Shek Tung-sing (Stone Sir)           |          |
| 2011             |                            |                                   |                                          |          |
| Trịnh Gia Dĩnh   | Tòa án lương tâm           | Ghetto Justice                    | La Lực Á                                 |          |
| Trần Hào         | Học trường mật cảnh        | Yes, Sir. Sorry, Sir!             | Law Yiu-wah (Law Sir)                    |          |
| Tạ Thiên Hoa     | Tiềm hành truy kích        | Lives of Omission                 | Lương Tiếu Đường                         |          |
| Hoàng Tông Trạch | Tiềm hành truy kích        | Lives of Omission                 | Tô Tinh Bá                               |          |
| Lê Diệu Tường    | Bằng chứng thép 3          | Forensic Heroes III               | Bố Quốc Đống                             |          |
| 2012             |                            |                                   |                                          |          |
| Lê Diệu Tường    | Đại thái giám              | The Confidant                     | Lý Liên Anh                              |          |
| Mã Quốc Minh     | Sứ mệnh 36 giờ             | The Hippocratic Crush             | Dr. Cheung Yat-kin                       |          |
| Trần Hào         | Nấc thang tình yêu         | The Last Steep Ascent             | Miêu Thiên                               |          |
| Lâm Phong        | Ranh giới thiện ác         | Highs and Lows                    | Senior Inspector Wai Sai-lok (Happy Sir) |          |
| Lưu Tùng Nhân    | Danh viện vọng tộc         | Silver Spoon, Sterling Shackles   | Chung Trác Vạn                           |          |
| 2013             |                            |                                   |                                          |          |
| Hoàng Tử Hoa     | Mỹ nhân hành động          | Bounty Lady                       | Hương Quảng Nam                          |          |
| Ngô Trấn Vũ      | Bao la vùng trời           | Triumph in the Skies II           | Captain Samuel "Sam" Tong                |          |
| Trương Trí Lâm   | Bao la vùng trời           | Triumph in the Skies II           | Captain Jayden "Captain Cool" Koo        |          |
| Trần Triển Bằng  | Vòng xoáy thời gian        | Brothers Keeper                   | Sam Kiu Tin-seng                         |          |
| Mã Quốc Minh     | Sứ mệnh 36 giờ 2           | The Hippocratic Crush II          | Dr. Cheung Yat-kin                       |          |
| 2014             |                            |                                   |                                          |          |
| Quách Tấn An     | Vòng xoáy thiện ác         | Black Heart White Soul            | Cao Triết Hành                           |          |
| Trần Triển Bằng  | Nội gián                   | Ruse of Engagement                | Carson Chong                             |          |
| Mã Quốc Minh     | Hàn sơn tiềm long          | Ghost Dragon of Cold Mountain     | Mã Quốc Minh                             |          |
| Lâm Phong        | Sứ đồ hành giả             | Line Walker                       | Bạo Seed                                 |          |
| Lê Diệu Tường    | Danh môn ám chiến          | Overachievers                     | Mike Chiang                              |          |
| 2015             |                            |                                   |                                          |          |
| Hoàng Thu Sinh   | Kiêu hùng                  | Lord of Shanghai                  | Kiều Ngạo Thiên                          |          |
| Trần Hào         | Chơi với ma                | Ghost of Relativity               | Mễ Khai Lãng                             |          |
| Trương Kế Thông  | Bước lỡ lầm                | Momentary Lapse of Reason         | Kam Wah                                  |          |
| Trần Triển Bằng  | Trương bảo tử              | Captain of Destiny                | Thập Nhất Bối Lặc Mân Hạo                |          |
| Lê Diệu Tường    | Kiêu hùng                  | Lord of Shanghai                  | Cung Khiếu Sơn                           |          |
| 2016             |                            |                                   |                                          |          |
| Trần Triển Bằng  | Anh hùng thành trại        | A Fist Within Four Walls          | Tả Câu Quyền / Triều Mãnh Sơn            |          |
| Vương Hạo Tín    | Cảnh sát siêu năng         | Over Run Over                     | Quan Đỉnh Danh                           |          |
| Viên Vỹ Hào      | Anh hùng thành trại        | A Fist Within Four Walls          | Đoàn Nghinh Phong / Đoàn Thông Thiên     |          |
| Huỳnh Tông Trạch | Con rối hào môn            | Two Steps from Heaven             | Sheldon Tần Thăng Hải                    |          |
| Quách Tấn An     | Trí mệnh phục hoạt         | Dead Wrong                        | Vincent Wai Yat-sing                     |          |
| 2017             |                            |                                   |                                          |          |
| Vương Hạo Tín    | Thải qua giới              | Legal Mavericks                   | Văn Thân Hiệp                            |          |
| Trần Triển Bằng  | Cộng Sự                    | The Unholy Alliance               | Cao Tử Kiệt                              |          |
| Trần Hào         | Những Kẻ Ba Hoa            | My Ages Apart                     | Quảng Cảng Sinh                          |          |
| Miêu Kiều Vỹ     | Sứ đồ hành giả 2           | Line Walker: The Prelude          | Trác Khải                                |          |
| Mã Quốc Minh     | Hàng ma đích               | The Exorcist's Meter              | Mã Quế                                   |          |
| 2018             |                            |                                   |                                          |          |
| Mã Đức Chung     | Đội Cứu Hộ Sinh Tử         | Life on the line                  | Mạch Tại Điền                            |          |
| Mã Quốc Minh     | Cung Tâm Kế 2 Thâm Cung Kế | Deep in the Realm of Conscience   | Nhậm Tam Thứ                             |          |
| Viên Vỹ Hào      | Câu Chuyện Khởi Nghiệp     | Another Era                       | Phương Trạch Vũ                          |          |
| Vương Hạo Tín    | Sàn Đấu Huynh Đệ           | Fist Fight                        | Fever Trương Phi Phàm                    |          |
| Trương Vệ Kiện   | Đại Soái Ca                | The learning curve of the warlord | Địch Kỳ                                  |          |
| 2019             |                            |                                   |                                          |          |
| Mã Quốc Minh     | Bạch Sắc Cường Nhân        | Big White Duel                    | Đường Minh                               |          |
| Viên Vỹ Hào      | Thiết Thám                 | The Defected                      | Thượng Thăng                             |          |
| Trần Sơn Thông   | Tòa Nhà Kim Tiêu           | Barrack O'Karma                   | Tiêu Vĩ Minh / Lưu Húc Huy               |          |
| Vương Hạo Tín    | Giải Quyết Sư              | The Man Who Kills Troubles        | Ngao Hy Thần                             |          |
| Châu Bách Hào    | Người Vợ Đa Năng           | Wonder Woman                      | Vinh Hạo Điền                            |          |

### 2020s
| Năm              | Diễn viên            | Tên phim                | Tên tiếng Anh            | Vai diễn |
| ---------------- | -------------------- | ----------------------- | ------------------------ | -------- |
| 2020             |                      |                         |                          |          |
| Vương Hạo Tín    | Thải qua giới II     | Legal Mavericks 2020    | Văn Thân Hiệp            |          |
| Mã Quốc Minh     | Sứ đồ hành giả 3     | Line Walker: Bull Fight | Vi Tác Vinh/ Ngụy Đức Lễ |          |
| Lê Diệu Tường    | Sát thủ              | Death by Zero           | Diêm Võ                  |          |
| Lâm Phong        | Sứ đồ hành giả 3     | Line Walker: Bull Fight | Tiết Gia Cường           |          |
| Trần Hào         | Sát thủ              | Death by Zero           | Kiều Tinh                |          |
| 2021             |                      |                         |                          |          |
| Đàm Tuấn Ngạn    | Hoán mệnh chân tướng | Take two                | Thời Quang               |          |
| Trần Triển Bằng  | Nghịch thiên kỳ án   | Sinister Beings         | Hứa Tuấn Sâm             |          |
| Trịnh Gia Dĩnh   | Bác sĩ nhi khoa      | Kids' Lives Matter      | Hứa Cam Phong            |          |
| Mã Quốc Minh     | Bác sĩ nhi khoa      | Kids' Lives Matter      | Huống Tùng Hân           |          |
| Trương Chấn Lãng | Quyền vương          | The Ringmaster          | Hải Chính Lam            |          |

## Kỷ lục
- Nhiều giải thưởng nhất: La Gia Lương, Lê Diệu Tường, Quách Tấn An (3 giải)
- Nhiều đề cử nhất: Âu Dương Chấn Hoa (22 lần), Trần Hào (22 lần),  Quách Tấn An (21 lần)
- Diễn viên giành giải lớn tuổi nhất: Hạ Vũ (62 tuổi năm 2008)
- Diễn viên được đề cử lớn tuổi nhất: Chung Cảnh Huy (68 tuổi năm 2005)
- Diễn viên giành giải trẻ tuổi nhất: Cổ Thiên Lạc (29 tuổi năm 1999)
- Diễn viên được đề cử trẻ tuổi nhất: Lâm Phong (23 tuổi năm 2002)